# Besoin (album)
Pour les articles homonymes, voir Besoin (homonymie).
Besoin est le premier album studio de Stéphanie de Monaco. L'album est sorti en 1986 chez Julisa et Carrère. L'album a été produit par Yves Roze, et publié dans certains pays sous le nom de Live Your Life ou simplement Stéphanie. Besoin a atteint la 6e place du classement des albums français et du classement des albums suédois, la douzième place du classement des albums allemands et la cinquante-neuvième place du classement des albums autrichiens. Il a été certifié statut de disque d'or en France pour plus de 100 000 unités.

## Description
Avant la sortie de Besoin, Stéphanie a sorti son premier single Ouragan, qu'elle a produit elle-même. Stéphanie a ensuite signé un contrat d'enregistrement avec les labels discographique français Julisa et Carrère. L'album est produit par Yves Roze. Besoin sort en septembre 1986, incorporant des éléments de dance-pop, synthpop, dance et pop. Malgré le succès de son premier album, Stéphanie n'a pas donné de suite pendant cinq ans, jusqu'à la sortie de Stéphanie en 1991.

## Singles
- Ouragan est le premier single de l'album. La chanson a connu un succès mondial, se classant en tête du hit-parade français et à la 11e place du hit-parade suisse[2]. Sa version anglaise, Irrésistible, s'est classée à la 2e place du hit-parade allemand et à la 5e place du hit-parade autrichien[3].
- Flash est sorti en 1986 et s'est classé quatrième en France et vingt-huitième en Suisse[4] ; sa version anglaise One Love to Give a atteint la première place en Suède[5] et la dixième en Allemagne.
- Young Ones Everywhere n'est pas sorti en tant que single officiel, mais au profit de l'UNICEF.
- Fleur du mal (à Paul) est sortie en 1987 et s'est classée 16e en France[6] La version single a été rebaptisée Fleurs du mal.
- Le dernier single de Besoin, Live Your Life, est sorti en 1987. Il s'est classé à la neuvième place dues charts norvégiens[7].

## Liste des titres
| 1.    | Besoin                    | Yves Roze        | 2:42 |
| 2.    | One Love to Give          | Romano Musumarra | 5:48 |
| 3.    | Rendez-Vous               | Yves Roze        | 4:20 |
| 4.    | Young Ones Everywhere     | Yves Roze        | 3:58 |
| 5.    | Ouragan                   | Yves Roze        | 4:40 |
| 6.    | Fleur du mal (à Paul)     | Yves Roze        | 3:43 |
| 7.    | Live Your Life            | Yves Roze        | 4:29 |
| 8.    | Le Sega Mauricien (Remix) | Yves Roze        | 4:22 |
| 9.    | Flash                     | Romano Musumarra | 4:20 |
| 10.   | How Can It Be             | Yves Roze        | 5:09 |
| 11.   | Irrésistible              | Yves Roze        | 4:42 |
| 12.   | I Am Waiting for You      | Yves Roze        | 3:57 |
| 13.   | Dance with Me (Remix)     | Yves Roze        | 5:15 |
| 14.   | One Love to Give (Remix)  | Yves Roze        | 7:40 |
| 62:17 |                           |                  |      |

## Classements
| Classement (1986)                                      | Meilleure position |
| ------------------------------------------------------ | ------------------ |
| Allemagne (Media Control Charts)                       | 12                 |
| Autriche (Ö3 Austria Top 40)                           | 69                 |
| France (Syndicat national de l'édition phonographique) | 6                  |
| Suède (Sverigetopplistan)                              | 6                  |